# Bitwa o Arroio Seival
Bitwa o Arroio Seival – starcie zbrojne, które miało miejsce 10 września 1836, bezpośrednio po przekroczeniu przez rebeliantów niewielkiego strumienia (z port. arroio) Seival, w trakcie powstania Farrapos (1835–1845).

## Przebieg
Bento Gonçalves da Silva lokalny przywódca gauchów oddelegował we wrześniu pułkownika Antônio de Sousa Neto z niewielkim oddziałem do miasta Bagé w celu obalenia prezydenta prowincji São Pedro do Rio Grande do Sul. Oddział napotkał tam cesarskiego dowódcę wojskowego João da Silva Tavaresa z Urugwaju. Pierwsza brygada pułkownika Neto licząca 400 osób przeprawiła się przez strumyk Seival i dostrzegła tam na oddział Tavaresa w liczbie 565 osób. Po południu 10 września 1836 roku oddział Tavaresa przeniósł się na wzgórze, rebelianci walczyli głównie przy użyciu mieczy i włóczni. Walka była cały czas wyrównana, kiedy to konnica Tavaresa zbiegła ze wzniesienia powodując wrażenie silnego ataku i "lotu". Wybuchło zamieszanie wśród sił cesarskich, rebelianci przełamali szyki sił rządowych i odnieśli zwycięstwo. Powstańcy wzięli do niewoli około 100 żołnierzy cesarskich wśród których był João Frederico Caldwell.